# Suworow-Denkmal

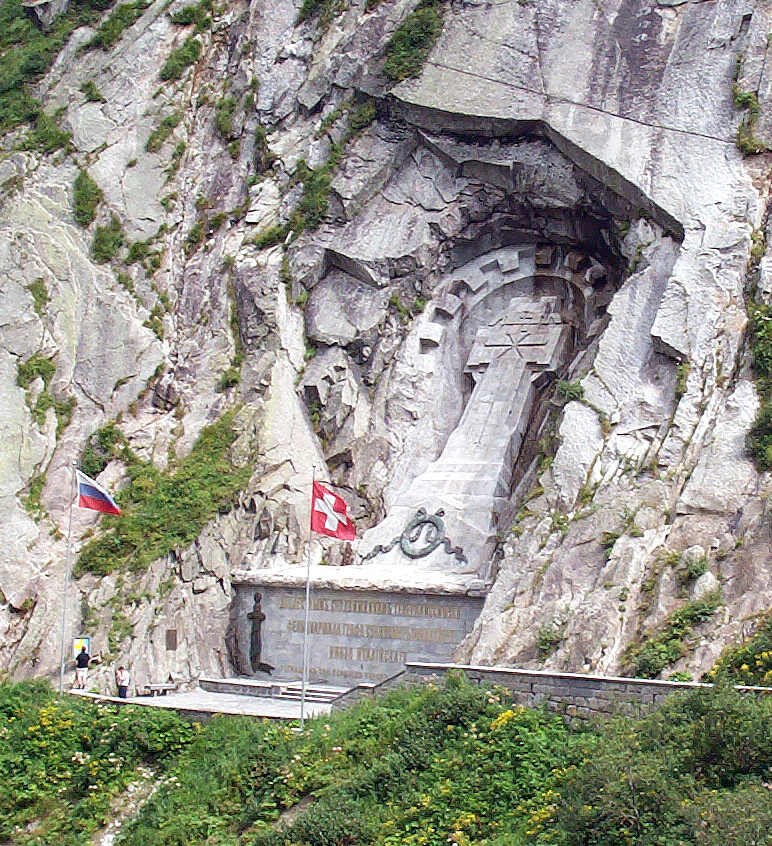
Suworow-Denkmal

Das Suworow-Denkmal ist ein in den Fels gehauenes Gedenkkreuz in der Schöllenenschlucht im schweizerischen Kanton Uri. Es erinnert seit September 1898 an die gefallenen russischen Soldaten des Gefechts, das am 25. September 1799 im Rahmen des Zweiten Koalitionskrieges in der Schlucht zwischen napoleonischen Truppen unter Claude-Jacques Lecourbe (1758–1815) und Truppen des russischen Zaren unter General Alexander Wassiljewitsch Suworow stattfand.

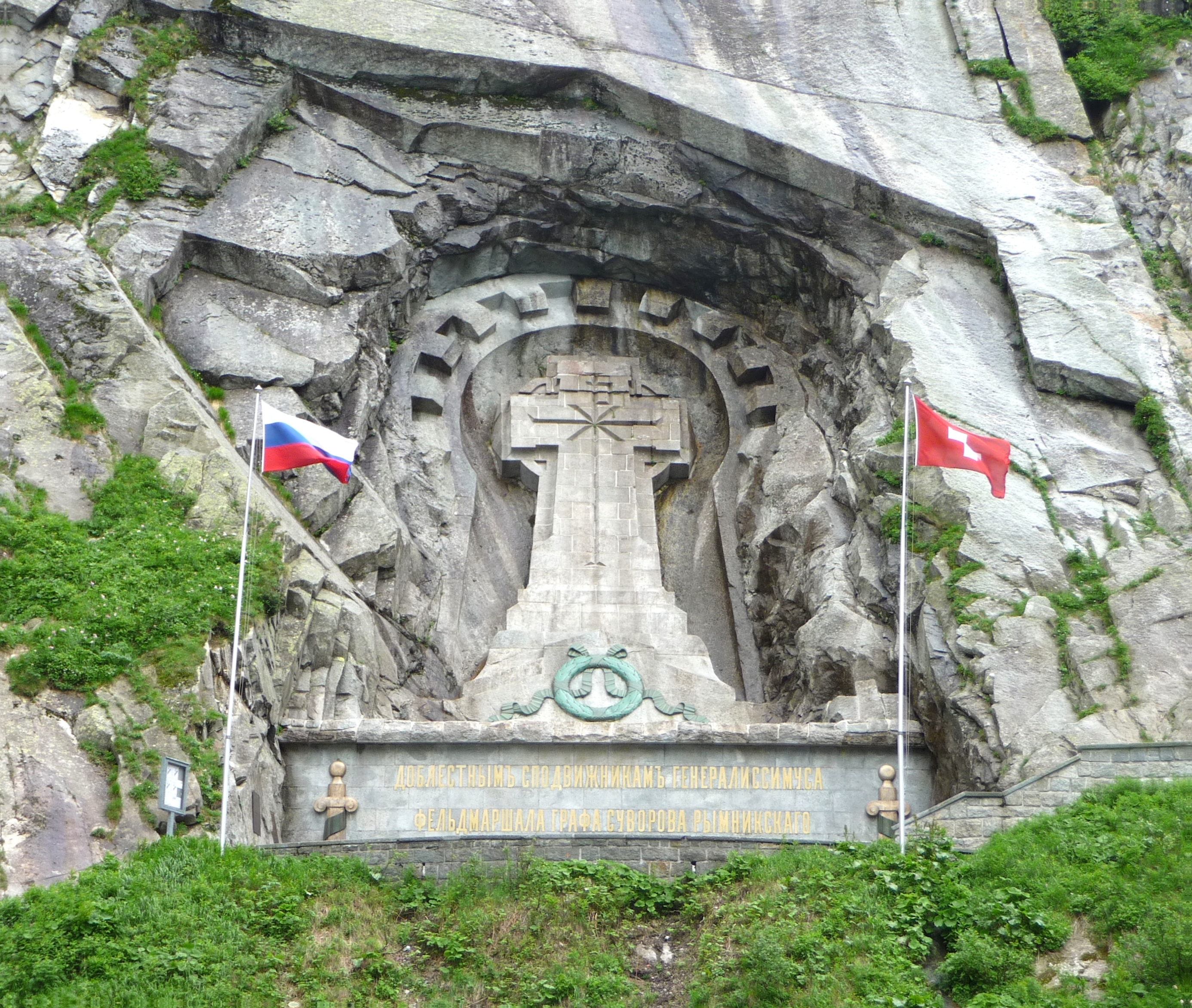
Suworow-Denkmal von vorne

## Geschichte
Das 12 Meter hohe Denkmal wurde von Fürst Sergei Galitzin finanziert. Im Jahr 1883 stimmte der Schweizer Bundesrat dem Ansinnen zu, erklärte aber Gestaltung und Inschrift als bewilligungspflichtig. Diese Zustimmung erfolgte nur, nachdem der Zweck der Stätte abgeändert worden war und nun zu Ehren der gefallenen Soldaten errichtet werden sollte. Der Bau eines Denkmals für einen fremdländischen General wäre aus Gründen der Neutralität nicht möglich gewesen. Die Kantonsregierung konnte sich zur Gänze nicht mit einem Denkmal zur «Invasion fremder Mächte» anfreunden.
Die Errichtung wurde vom Besitzer des Landes, dem Korporationsrat Urseren, genehmigt, wobei das Gelände laut dem Entscheid des Korporationsrats vom 13. Oktober 1893 unentgeltlich dem Russischen Kaiserreich abgetreten wurde. Die Bauarbeiten mit Unterstützung des russischen Aussenministeriums dauerten annähernd drei Jahre, dies zum Missfallen der Landesregierung, die gemäss Ratsprotokoll eine «Erinnerungstafel an die Opfer», ein Totenmal, bewilligt hatte. Bereits zuvor war ein heroisierender Entwurf abgelehnt worden. Noch weniger Zuspruch fand das Anliegen Frankreichs, die «monumentale Okkupation» der Schlucht mit einem eigenen Gedenkmal für seine getöteten Soldaten, welche gegen die Truppen der Reaktion gekämpft hatten, auszugleichen.
In den 1980er-Jahren war die Stätte in einem schlechten Zustand, wobei sich heraus stellte, dass dafür keine Parzelle im Grundbuch eingetragen war. Auch war nicht klar, ob es sich um ein Baurecht gehandelt hatte oder um eine Abtretung. Aus den Archiven in Moskau wurde zwar das Dokument geliefert, das die Abtretung und den russischen Besitzanspruch bezeugte, doch die damalige Sowjetunion liess verlauten, für die Renovation eines «helvetischen Monuments» sei sie nicht zuständig. Die Schweizer Kulturpflege erklärte jedoch, dies sei hauptsächlich Sache des Eigentümers.
Das 563 m² grosse Areal (449 m² Fels und 114 m² Zugangsweg) wurde später von der Gemeinde Andermatt unterhalten, Eigentümer ist der russische Staat in Form der russischen Botschaft in Bern. Die betreffende Parzelle Nr. 725 des Grundbuchs Andermatt ist dem schweizerischen Recht uneingeschränkt unterworfen und Bestandteil des schweizerischen Territoriums.

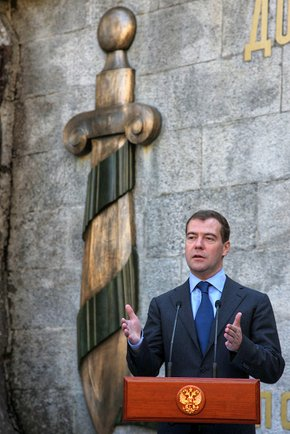
Dmitri Medwedew (2009)

Der russische Präsident Dmitri Medwedew besuchte bei seinem Staatsbesuch 2009 das Denkmal. Begleitet wurde er dabei von Bundespräsident Hans-Rudolf Merz.
Im Mai 2022 wurde das Denkmal als Protest gegen die Invasion der Ukraine mit blauen und gelben Farbbeuteln beworfen.

## Die Kampfhandlungen
Am 24. September 1799 hatte die russische Armee von Taverne kommend, wo sie am 21. September abmarschiert war, nach Gefechten bei Airolo und in der Tremola den Gotthardpass erreicht und die Franzosen vertrieben. Ein Teil der Armee hatte via Lukmanier- und Oberalppass Andermatt angegriffen. Am folgenden Tag erzwang Suworow durch ein «Gemetzel» bei den Schmalstellen des Urnerlochs und bei der Teufelsbrücke den Durchgang für seinen gewagten Auftrag, den Franzosen bei Zürich in den Rücken zu fallen. Als sich herausstellte, dass die Schlacht bei Zürich schon entschieden war, zog das Heer über verschiedene Alpenpässe, darunter als höchster der Panixerpass, ab.